# Imasa heleensis
Az Imasa heleensis a Malawimonadida Imasidae kládjának első ismert nemzetségének, az Imasának egyetlen ismert faja. 2020-ban fedezték fel Heiss  et al. a Salamon-szigeteken. Egy bazális eukariótacsoport, a Malawimonadida első tengeri faja.

## Történet
2013 szeptemberében gyűjtötték Heiss  et al. a Salamon-szigetek Nyugati tartományához tartozó Hele-szigetlánchoz tartozó Nusa Lavatán. 2020-ban azonosították és nevezték el.

### Etimológia
Az Imasa nemzetségnév az I. heleensis izolált sejtjeinek begyűjtéséhez használt kutatóhajó nevéből ered., és a krokodil vízből való kiemelkedése és támadása közti szünetre utal. Erre a szünetre hasonlít az Imasa elülső ostorának mozgása, mely gyakran szünetel a kiemelkedési és a helyreállító csapások közt. A heleensis fajjelző Helére, az Imasa heleensis típushelyét tartalmazó szigetcsoportra utal. A nemzetségnévhez hasonlóan a helyben élők körében gyakran használt szó.

## Morfológia
Sekély tengeri lagúnából izolálták. A Malawimonadida másik két elismert fajához, a Gefionella okellyihez és a Malawimonas jakobiformishoz hasonlóan, melyek talajból, illetve édesvízből származnak, az Imasa nagy részecskékből álló szubsztráthoz kapcsolódik ökológiailag. Azonban sokkal hosszabb kiemelkedést hozhat létre a sejt hátulsó végéből – rögzüléskor ennek hossza 15–20, rögzülésen kívül mintegy 3 μm –, mint szárazföldi társai – például a G. okellyiben ennek hossza mintegy 1 μm. A ventrális sejtszáj csak a sejt elülső felén fut, a Malawimonadida többi fajában a sejt egészén végigfut.
További jellemzője a többi Malawimonadida-fajénál rövidebb ostormélyedés. A mélyedések hirtelen érnek véget, meredekebb szöget bezárva az axonémával, ami folyadékmozgást okozhat a hátulsó ostorról.
Beljaev  et al. 2024-es tanulmánya szerint a két ostormélyedés ősibb lehet az addigi hipotézisek szerintinél, mivel kimutattak az elülső ostor közelében lehetséges mélyedéseket.

## Genetika
Mitokondriális DNS-e a Malawimonadida többi ismert fajához hasonló az sdh3 gén jelenléte kivételével, mely a többi Malawimonadida-fajban nem található meg.

## Rendszertan és evolúció
Az Imasa az első ismert tengeri Malawimonadida-taxon. SSU rRNS-alapú filogenetikai elemzések szerint a Malawimonadida többi ismert tagja – a Gefionella+Malawimonas-klád (Malawimonadidae) – testvércsoportja. Ezért az Imasa külön családba (Imasidae) került, míg a Malawimonadidae a másik két nemzetség csoportja lett.
|  | Gefionella okellyi                                                                    |
|  |                                                                                       |
|  | \| \| Malawimonas jakobiformis \| \| \| \| \| \| Malawimonas californiana \| \| \| \| |
|  |                                                                                       |
|  | Malawimonas jakobiformis                                                              |
|  |                                                                                       |
|  | Malawimonas californiana                                                              |
|  |                                                                                       |

|  | Malawimonas jakobiformis |
|  |                          |
|  | Malawimonas californiana |
|  |                          |

|  | Gefionella okellyi                                                                    |
|  |                                                                                       |
|  | \| \| Malawimonas jakobiformis \| \| \| \| \| \| Malawimonas californiana \| \| \| \| |
|  |                                                                                       |
|  | Malawimonas jakobiformis                                                              |
|  |                                                                                       |
|  | Malawimonas californiana                                                              |
|  |                                                                                       |

|  | Malawimonas jakobiformis |
|  |                          |
|  | Malawimonas californiana |
|  |                          |

## Fordítás
Ez a szócikk részben vagy egészben  az   Imasa című angol Wikipédia-szócikk ezen változatának fordításán alapul.  Az eredeti cikk szerkesztőit annak laptörténete sorolja fel. Ez a jelzés csupán a megfogalmazás eredetét és a szerzői jogokat jelzi, nem szolgál a cikkben szereplő információk forrásmegjelöléseként.